# Gjin Muzaka II
Gjin Muzaka II (ur. pod koniec XIV w., zm. 1455) – albański książę.

## Życiorys
Pochodził z arystokratycznego rodu Muzaków, był najstarszym synem Andrei Muzaki III i Kyrany; była ona córką Gjina Zenebishiego, księcia Gjirokastry.
Po śmierci ojca w kwietniu 1393 roku, przejął władzę nad regionem obejmującym góry Tomorr i dolinę rzeki Devoll oraz nad regionem Kastorii.
Walczył u boku Skanderbega. Zmarł niedługo po oblężeniu Beratu, które miało miejsce w lipcu 1455. Całą władzę Gjina II nad jego terenem przejął Skanderbeg, a po jego śmierci w 1468 roku władza przeszła na syna Gjina III Muzakę, syna Gjina II.